# Ханкок (округ, Кентукки)
Ха́нкок (англ. Hancock County) — округ в штате Кентукки, США. Официально образован в 1829 году. По состоянию на 2010 год, численность населения составляла 8 565 человека.

## География
По данным Бюро переписи США, общая площадь округа равняется 515,203 км², из которых 488,992 км² суша и 26,211 км² (5,09 %) это водоёмы.

## Население
По данным переписи населения 2000 года в округе проживает 8 392 жителей в составе 3 215 домашних хозяйств и 2 436 семей. Плотность населения составляет 17,00 человек на км2. На территории округа насчитывается 3 600 жилых строений, при плотности застройки около 7,30-х строений на км2. Расовый состав населения: белые — 97,97 %, афроамериканцы — 0,85 %, коренные американцы (индейцы) — 0,29 %, азиаты — 0,17 %, гавайцы — 0,00 %, представители других рас — 0,17 %, представители двух или более рас — 0,56 %. Испаноязычные составляли 0,76 % населения независимо от расы.
В составе 36,40 % из общего числа домашних хозяйств проживают дети в возрасте до 18 лет, 64,40 % домашних хозяйств представляют собой супружеские пары проживающие вместе, 8,30 % домашних хозяйств представляют собой одиноких женщин без супруга, 24,20 % домашних хозяйств не имеют отношения к семьям, 21,20 % домашних хозяйств состоят из одного человека, 8,90 % домашних хозяйств состоят из престарелых (65 лет и старше), проживающих в одиночестве. Средний размер домашнего хозяйства составляет 2,59 человека, и средний размер семьи 3,01 человека.
Возрастной состав округа: 26,7 % моложе 18 лет, 8,5 % от 18 до 24, 29,0 % от 25 до 44, 24,9 % от 45 до 64 и 24,9 % от 65 и старше. Средний возраст жителя округа 36 лет. На каждые 100 женщин приходится 97,5 мужчин. На каждые 100 женщин старше 18 лет приходится 95,8 мужчин.
Средний доход на домохозяйство в округе составлял 36 914 USD, на семью — 42 994 USD. Среднестатистический заработок мужчины был 35 294 USD против 23 574 USD для женщины. Доход на душу населения составлял 16 623 USD. Около 11,40 % семей и 13,60 % общего населения находились ниже черты бедности, в том числе — 18,00 % молодёжи (тех, кому ещё не исполнилось 18 лет) и 15,80 % тех, кому было уже больше 65 лет.